# Autonomie
Autonomia este capacitatea de a lua o decizie informată și neconstrânsă. Aceasta este folosită în psihologia dezvoltării și în filozofia morală, politică și bioetică.
Din punct de vedere politic, autonomia este dreptul unui stat, regiuni, minorități sau naționalități de a se administra singură, în cadrul unui stat condus de o putere centrală, fără intervenția statului din care face parte.
Din punct de vedere al resurselor umane, autonomia se referă la un nivel ridicat de discreție acordat unui angajat, ceea ce, în general, crește satisfacția în muncă.
Persoanele autoactualizate sunt considerate că funcționează autonom, independent de așteptările externe.

## Etimologie
Autonomia este o valoare în societățile democratice. Cuvântul „autonomie” înseamnă, la propriu, „dreptul de a guverna prin legi proprii” (cum spune dicționarul Petit Robert), „auto-guvernare” (Oxford Advanced Learners Dictionary), „guvernare cu legi proprii” (Devoto Oli, Dizionario della lingua italiana). Etimologia cuvântului „autonomie” este compusul termenilor din limba greacă „auto” și „nomos” – ceea ce înseamnă „să îți dai reglementări proprii”.

## Autonomia instituțională
Autonomia instituțională este capacitatea unui legislator de a implementa și urmări obiective oficiale. Instituțiile autonome sunt responsabile de identificarea resurselor necesare sau de modificarea planurilor, programelor, cursurilor, responsabilităților și serviciilor, în conformitate cu obiectivele lor. În acest proces, instituțiile trebuie să facă față obstacolelor, precum presiunea socială împotriva reducerilor bugetare sau dificultățile socioeconomice.

## Religie
În creștinism, autonomia se manifestă sub forma unei autoguvernări parțiale la diverse niveluri ale administrației bisericești. În istoria creștinismului, au existat două tipuri de autonomie: unele parohii și mănăstiri importante au primit drepturi și privilegii autonome speciale, cum este cazul faimoasei comunități monahale ortodoxe de pe Muntele Athos din Grecia.

## Medicină
În context medical, respectarea autonomiei personale a pacientului este considerată unul dintre principiile etice fundamentale ale medicinei. Autonomia poate fi definită ca abilitatea unei persoane de a lua propriile decizii. Această încredere în autonomie stă la baza conceptului de consimțământ informat și luare a deciziilor împreună.

## Filozofie
Immanuel Kant a definit autonomia ca dreptul moral sau capacitatea de a gândi și a lua decizii pentru sine, oferind un anumit grad de control sau putere asupra evenimentelor care se desfășoară în viața de zi cu zi.
- În primul rând, autonomia este dreptul cuiva de a lua propriile decizii, excluzând orice interferență din partea altora.
- În al doilea rând, autonomia este capacitatea de a lua astfel de decizii prin propria independență a minții și după reflecția personală.
- În al treilea rând, ca un mod ideal de a trăi viața în mod autonom.

Jean Piaget consideră că autonomia vine din interior și rezultă dintr-o „decizie liberă”. Pentru Piaget, termenul autonom poate fi folosit pentru a explica ideea că regulile sunt alese de sine. Alegând ce reguli să urmăm sau nu, ne determinăm propriul comportament.